# Evert Milles

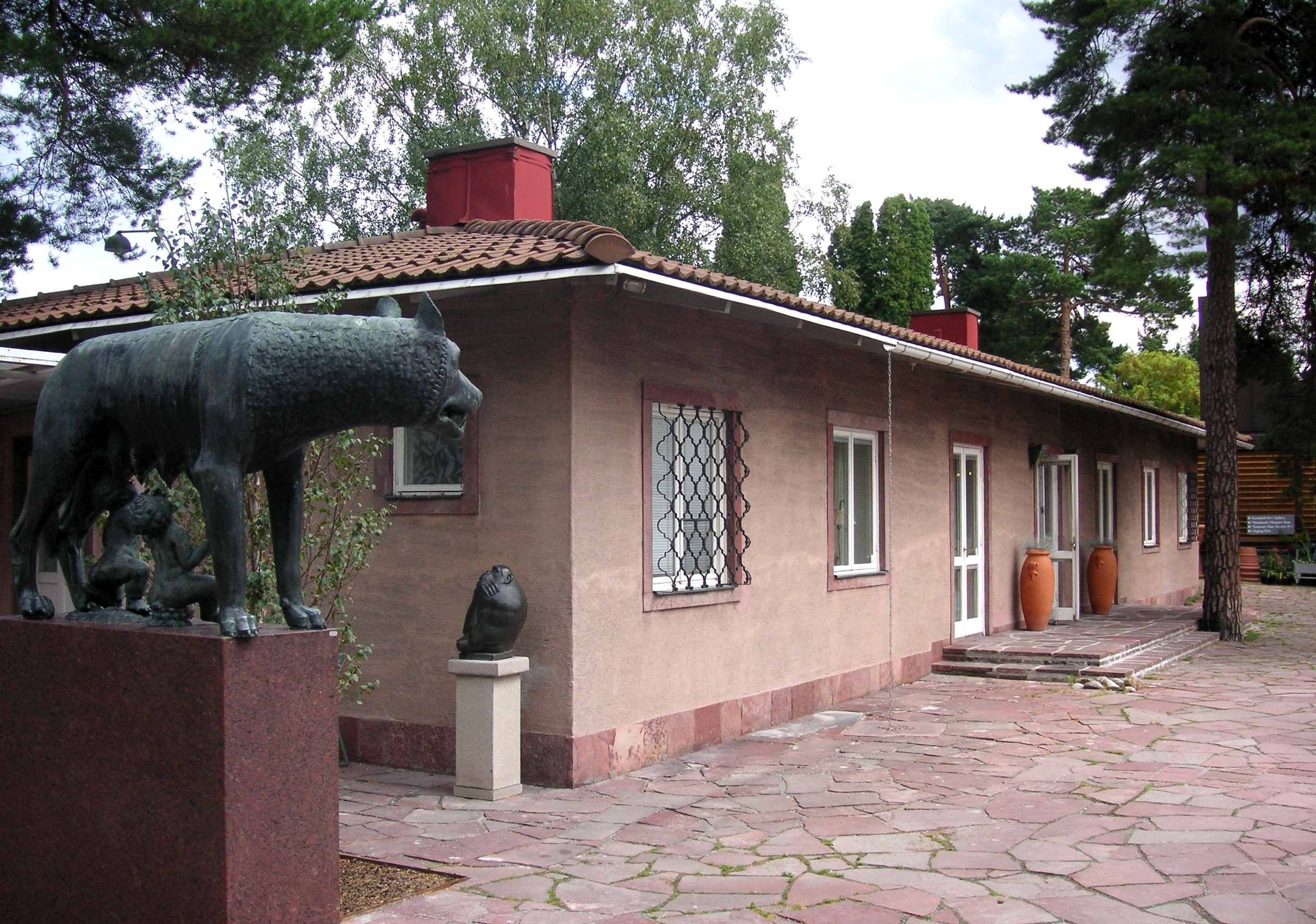
Annes hus på Millesgården.

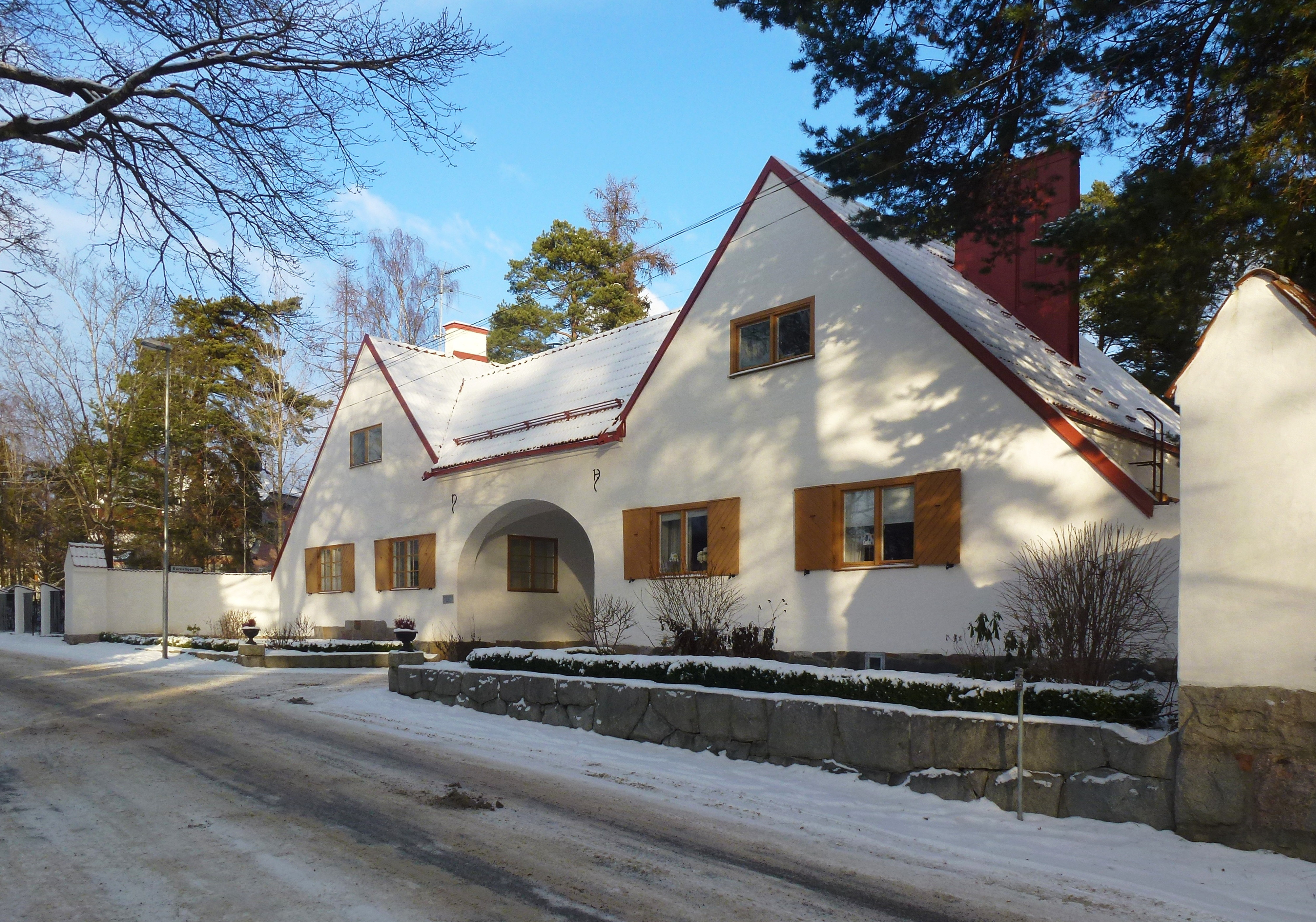
Birgittasystrarnas kloster, Djursholm, Birgittasystrarnas entréhus, Burevägen 12.

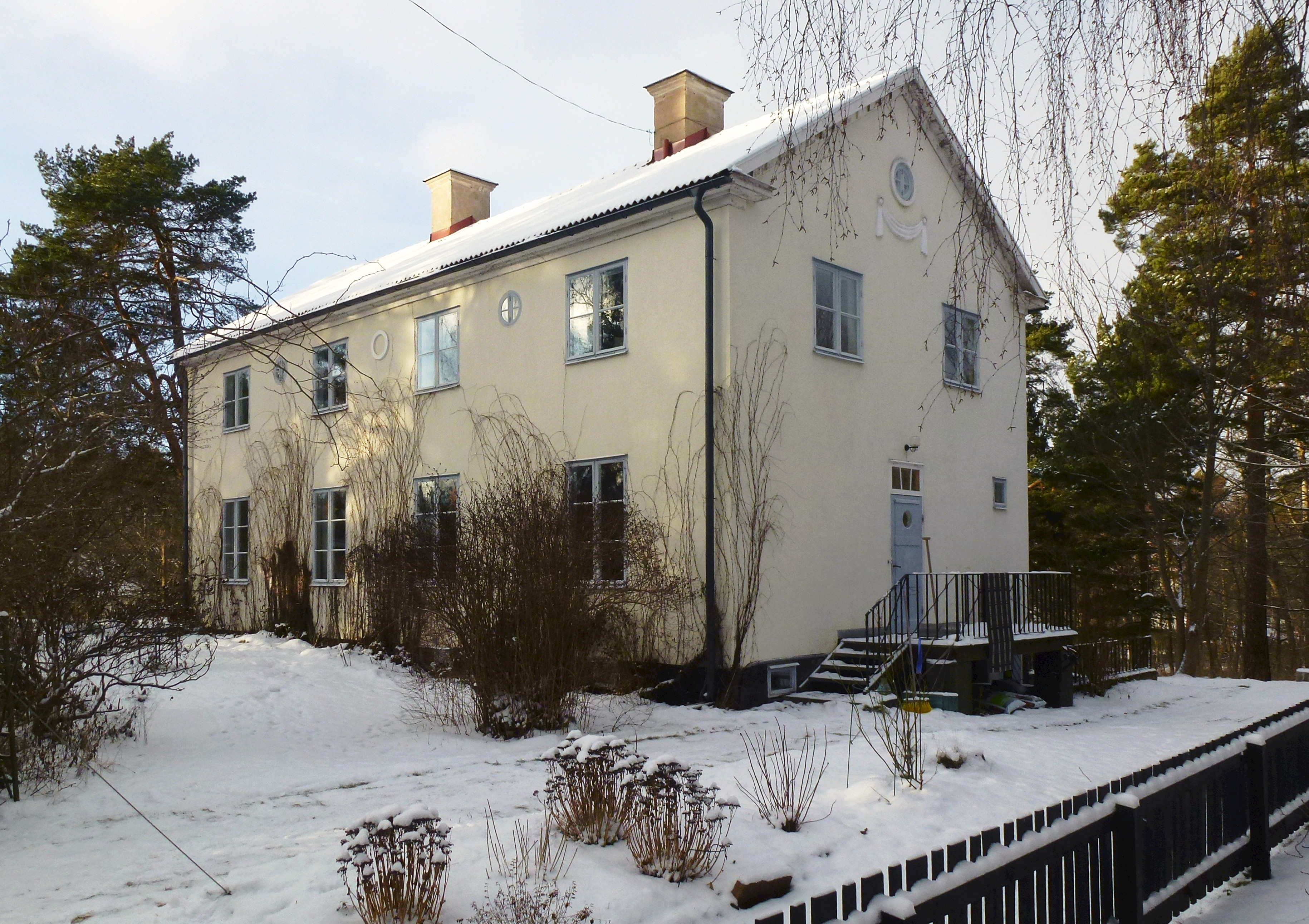
Villa Vikingavägen 12, Djursholm.

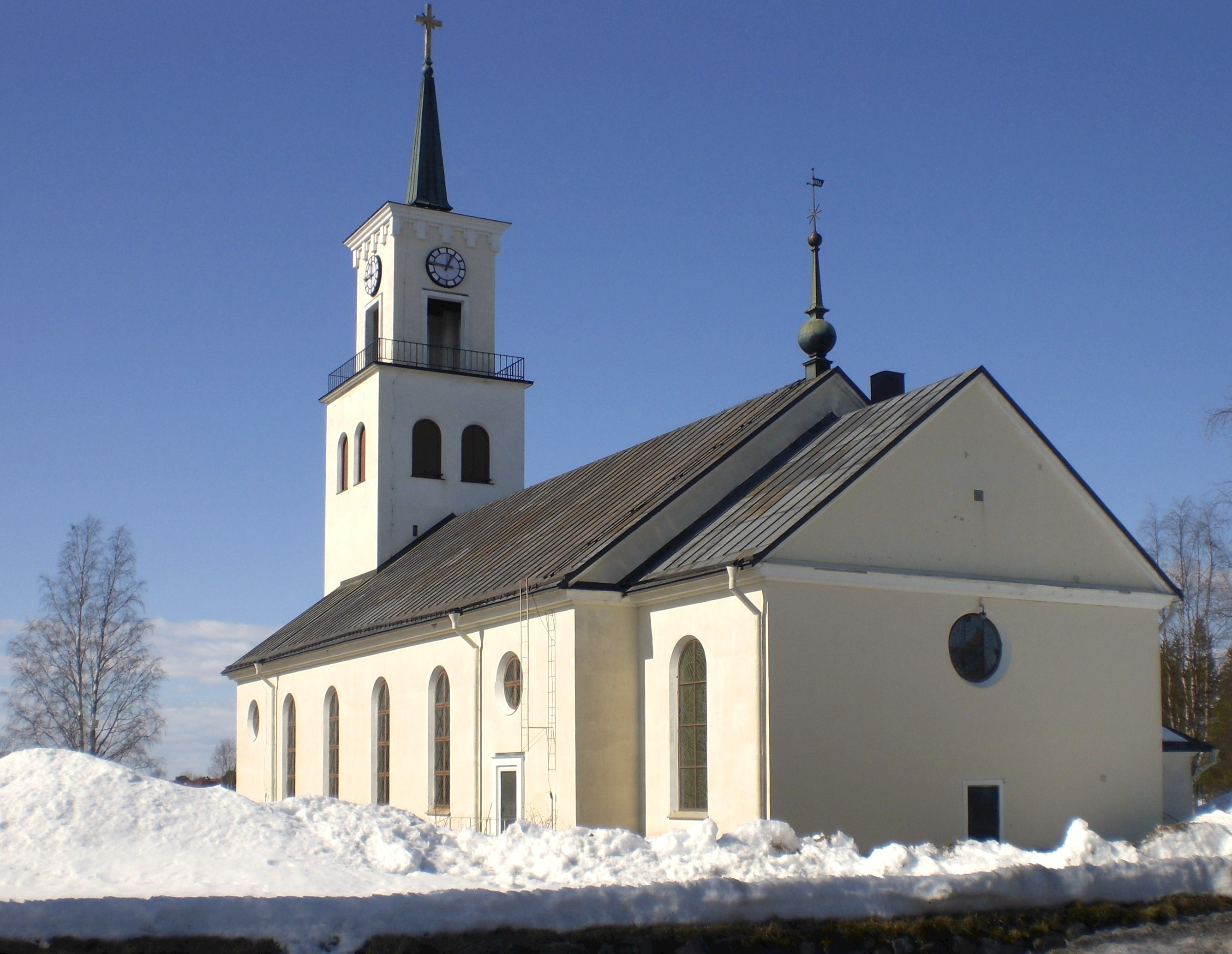
Töre kyrka.

Evert Joel August Vionville Milles, ursprungligen Andersson, född 7 januari 1885 i Lagga i Uppsala län, död 28 april 1960, var en svensk arkitekt. Han var halvbror till skulptören Carl Milles.

## Liv och verk
Evert Milles föräldrar var Emil Sebastian "Mille" Andersson och Olga Teresia Elisabet Zethrin. Evert Milles växte upp i Göteborg och studerade där åren 1904–1907 vid Chalmers tekniska högskola; senare kompletterade han sin utbildning under professor Erik Lallerstedt på Kungliga Tekniska Högskolan i Stockholm. Evert Milles praktiserade även några år på Lallerstedts kontor. Arkitektkåren på den tiden präglades starkt av en samling kring värdet av en nationell byggnadskultur och Milles kom att ägna en stor del av sin arkitektverksamhet åt restaureringsuppdrag för kyrkor och herrgårdar. Han ritade även nya kyrkor, däribland S:t Eriks kyrka i Sollentuna kommun, invigd 1930 och Töre kyrka i Töre, invigd 1936.
Evert Milles var Carl Milles ständige medarbetare och han anlitades tidigt av brodern att som arkitekt formge Millesgårdens om- och tillbyggnader. Redan när den ursprungliga gården uppfördes (ritad 1908 av arkitekt Karl M Bengtson) tycks Evert Milles ha medverkat på byggplatsen och sedan 1911 knöts han helt till Millesgården. Den första större insatsen för Evert Milles var att gestalta pelargången, eller loggian mot tomtgränsen mot nordost. Ett av hans sista arbeten på Millesgården var den nedre terrassen, med paret Olga och Carl Milles nya bostad ”Annes hus”; det var klart i stora drag vid Carl Milles bortgång 19 september 1955. Evert Milles är begravd på Lidingö kyrkogård.
Citat ur epilogen i boken ”Millesgården - Arkitektur & trädgård”:
| ” | Utan Evert Milles kompetens som arkitekt hade Millesgården blivit en mer splittrad miljö, utan den starka helhetsverkan som ännu präglar anläggningen. Det fruktbara samspelet mellan arkitektur, trädgård och skulptur är i hög grad ett resultat av Evert Milles långsiktiga och tålmodiga arbete. | „ |

Utöver sitt arbete med Millesgården ritade Evert Milles även några villor i villastaden Djursholm (Vikingavägen 12 och Friggavägen 22). Birgittasystrarnas entréhus, Burevägen 12, uppfördes efter Milles ritningar på 1920-talet. Byggnadens arkitektur anknyter till ostfrisiska bondgårdar.

## Verk i urval
- Restaurering av Ådö och Hässelbyholms slott, med flera slott.
- Restaurering av herrgårdar, bland andra Norra Freberga, Östergötland; Saxängen, Södermanland ; Breviksnäs, Östergötland; Balingsta, Södermanland 1917–1920.
- Restaurering av Sigtuna rådhus 1914.
- Restaurering av ett stort antal kyrkor, bland annat Norra Fågelås 1926; Lagga, Uppland 1927; Almunge, Uppland 1930; Vallentuna och Sollentuna 1937–1939; Uppland.
- Sankt Eriks kyrka, Sollentuna 1927–1930, utbyggd med torn 1937.
- Töre kyrka, Töre i Kalix kommun, 1936.
- Villor i Djursholm (Vikingavägen 12, Friggavägen 22).
- Entrébyggnaden för Birgittasystrarnas kloster, Djursholm.
- Medverkan i Millesgården, Lidingö (halvbror till Carl Milles) från 1911.
- Björnö herrgård 1938.
- Oshults gård, Pjätteryds socken, Småland.
- Skånska Gården, Vikingshill, Saltsjö-Boo 1919
- Ombyggnad av bostadshus Furiren 8 vid Tysta gatan 4 och Trädlärkan 8 vid Sköldungagatan 5, Stockholm.
- Flera stugor i Trolldalen.
- Hyreshus i Stockholm.
- Arbetarbostäder, villor, inredning, trädgårdsanläggningar, möbler, gravvårdar mm